# Années 150
Les années 150 couvrent la période de 150 à 159.

## Événements

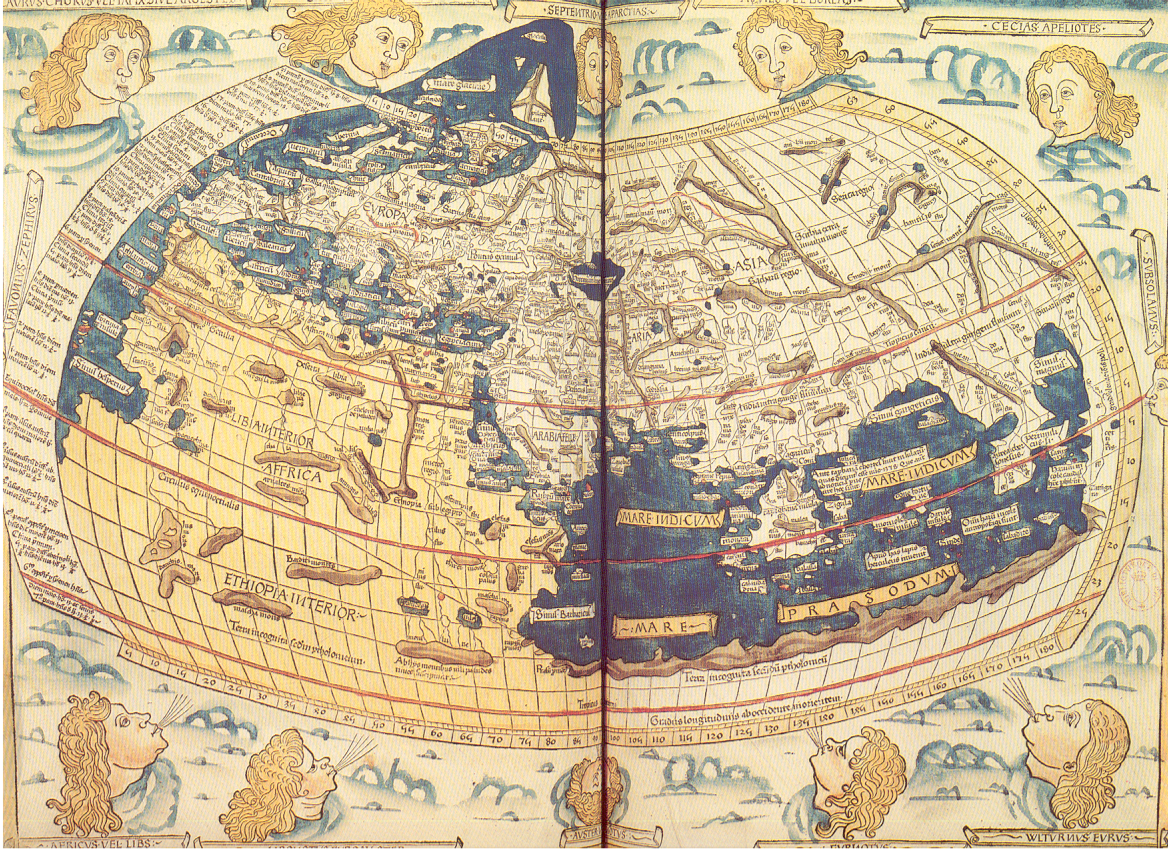
Carte du monde selon Ptolémée gravée sur bois à Ulm en 1482 par Johannes de Armsshein

- 152-153 : insurrection des campagnes égyptiennes[1].
- Vers 155-166 : les évêques chrétiens sont en désaccord sur la date de Pâques. Polycarpe de Smyrne est reçu par le pape Anicet à Rome sans résultats probants[2].
- 156-166 : le chef des Xianbei Tanshihuai, après avoir établi son hégémonie sur la Mongolie orientale au détriment des Xiongnu septentrionaux, se met à harceler les frontières de la Chine, en proie aux révoltes paysannes et aux luttes entre féodaux[3]. Les sources chinoises estiment son armée à cent mille cavaliers.

- Vers 150 :
  - les Germains de l’est ou Goths, d’abord établis sur la Vistule, se dirigent vers le sud (Carpates et mer Noire)[4].
  - les Huns (Hounoi), successeurs des Xiongnu de Zhizhi (ou les peuples chassés par eux), sont établis selon Ptolémée sur la basse Volga. Selon les chroniques bulgares, Avitoxol aurait été leur roi[5].
  - traces d'une importante crue du Rhône à Arles[6].
  - Antonin autorise à nouveau la circoncision pour les Juifs et les enfants égyptiens destinés à devenir grand-prêtre[7].

## Personnages significatifs
- Anicet, 11e pape,
- Antonin le Pieux,
- Polycarpe de Smyrne,
- Ptolémée.